# Novo Itacolomi
Novo Itacolomi es un municipio brasilero del estado del Paraná.

## Geografía
Posee una área es de 162,163 km² representando 0,0814 % del estado, 0,0288 % de la región y 0,0019 % de todo el territorio brasilero. Se localiza a una latitud 23°45'50" sur y a una longitud 51°30'25" oeste. Su población estimada en 2005 era de 2.506 habitantes.

### Demografía
Datos del Censo - 2000
Población total: 2.866
- Urbana: 1.258
- Rural: 1.608
- Hombres: 1.516
- Mujeres: 1.350

Índice de Desarrollo Humano (IDH-M): 0,706
- IDH-M Salario: 0,590
- IDH-M Longevidad: 0,738
- IDH-M Educación: 0,791

## Administración
- Prefecto: Moacir Andreolla (2005/2008)
- Viceprefecto:
- Presidente de la cámara: (2007/2008)